# Orvieto classico
L'Orvieto classico è un vino DOC la cui produzione è consentita nelle province di Terni.

## Caratteristiche organolettiche
- colore: giallo paglierino più o meno intenso
- odore: delicato, gradevole
- sapore: secco, con lieve retrogusto amarognolo, oppure abboccato o amabile o dolce, fine, delicato

## Produzione
Provincia, stagione, volume in ettolitri
- Terni  (1990/91)  86485,0
- Terni  (1991/92)  9 (1993,0
- Terni  (1992/93)  102364,0
- Terni  (1993/94)  98763,0
- Terni  (1994/95)  100891,0
- Terni  (1995/96)  102414,0
- Terni  (1996/97)  107465,0
- Viterbo  (1992/93)  2931,5
- Viterbo  (1993/94)  2931,5
- Viterbo  (1994/95)  4004,0
- Viterbo  (1995/96)  3793,08
- Viterbo  (1996/97)  3892,2